# N366 (België)
De N366 is een gewestweg in België tussen Menen (N32b) en Moeskroen (N43). De weg heeft een lengte van ongeveer 7 kilometer.
Vrijwel de gehele weg bestaat uit twee rijstroken voor beide rijrichtingen samen.

## Plaatsen langs N366
- Menen
- Rekkem
- Moeskroen